# Domingo Dominguín (Domingo González Lucas)
Pour les articles homonymes, voir Dominguín.
Domingo González Lucas couramment appelé  « Domingo Dominguín » né à  Madrid (Espagne) le 10 juin 1920, mort à Guayaquil (Équateur) le 12 avril 1975, était un matador espagnol.

## Présentation
Domingo Dominguín était l'aîné des trois fils de Domingo Dominguín (Domingo González Mateos). Doué d'une intelligence peu commune, il se distinguait par son courage et ses estocades al volapié. Son toreo sobre était apprécié des puristes, mais il lui valut de graves blessures.
Il toréa peu souvent, jusqu'en 1948 et il mit fin à sa carrière après une dernière corrida à Mora (Espagne, province de Tolède). Il se consacra alors, avec son père, à la carrière de son frère Luis Miguel Dominguín. Il devint empresario et dirigea les arènes de Vista Alegre, à l'époque les deuxièmes arènes de Madrid qu'il avait rachetées et agrandies, mais qui seront détruites par la suite. Très vite, Domingo dirigea l'organisation taurine familiale.
Il s'employait à dénicher les jeunes talents avec des spectacles pour débutants. Il a ainsi découvert Palomo Linares et il a lancé la carrière d'Ángel Teruel. Un ancien torero, Salvador García avait remarqué le talent de Domingo Ortega et s'empressa de faire part à Domingo Dominguín de ses observations. Ce dernier prit alors Ortega sous sa protection et le lança véritablement dans l'arène.
Lorsqu'il apprit qu'il était atteint d'un cancer, il se suicida en Amérique latine, en Équateur.

## Carrière
- Alternative le 7 juin 1942 à Madrid, des mains de Cagancho, témoin, Morenito de Talavera, face aux taureaux de la ganadería de Domingo Ortega.